# جيمس بيكنل كاسل
جيمس بيكنل كاسل هو سياسي أمريكي، ولد في 27 نوفمبر 1855 في هونولولو في الولايات المتحدة، وتوفي في 5 أبريل 1918.